# Chalcocrates felschei
Chalcocrates felschei är en skalbaggsart som beskrevs av Heller 1903. Chalcocrates felschei ingår i släktet Chalcocrates och familjen Dynastidae. Inga underarter finns listade i Catalogue of Life.